# University College Cork Rugby Football Club
 University College Cork RFC  ou  UCC RFC  est un club de rugby irlandais basé dans la ville de Cork, en Irlande qui évolue dans le championnat irlandais de Deuxième Division. Le club est affilié à la fédération du Munster et ses joueurs peuvent être sélectionnés pour l’équipe représentative de la région, Munster Rugby.

## Histoire
Le club est la section  rugby de University College Cork qui fait partie de l'université nationale d'Irlande. Fondé sous le nom de Queen's College en 1849, le college adopte le rugby en 1872, date inscrite dans un cahier de règles publiée à l'usage des étudiants (The Rule of Foot Ball as Played at Queen's College). Trinity College en avait fait autant  à Dublin. À cette époque, le college joue à 22, les équipes à XV n'apparaissant qu'en 1877.
Le blason de l'équipe porte l'emblème des pirates, un crâne et deux tibias croisés, dont l'origine reste incertaine. L'une des pistes est qu'il proviendrait du fait que le college était essentiellement une école de médecine. Certains étudiants, esprit carabin oblige, auraient alors proposé ces attributs morbides et agressif pour distinguer les sportifs du college. Sur le crâne est inscrit le cri de guerre, « Ta rax rum! », issu du chant qui accompagne les exploits de l'équipe.
- Ta rax rum da
- Sha ra ra
- Horum harum ra ra ra
- Bul bul barum
- Beer or gin
- We'll make the Old Skull
- Gasp or grin
- Ra ra ra jamboree
- Horum harum U.C.C.!

Ce chant s'est étendu ensuite à toutes les sections sportives de UCC. Le club évolue depuis plusieurs années en Deuxième Division du championnat d'Irlande.

## Palmarès
- Championnat d’Irlande Deuxième Division (1) : 2008
- Munster Senior League (18) : 1913, 1914, 1931, 1933, 1934, 1936, 1942, 1943, 1945, 1950,  1958, 1961, 1962, 1963, 1974, 1978, 1981, 1985
- Finaliste (5) : 1955, 1959, 1965, 1966, 1982
- Munster Senior Cup (13) : 1912, 1913, 1935, 1936, 1937, 1939, 1941, 1950, 1951, 1955, 1963, 1976, 1981
  - Finaliste (8) : 1914, 1930, 1938, 1942, 1952, 1960, 1966, 1990
- Munster Junior Cup (8) : 1950, 1953, 1963, 1967, 1969, 1975, 1977, 1979, 
  - Finaliste (5) : 1972, 1980, 1981, 2005

## Joueurs célèbres
Plus d'une cinquantaine de joueurs de UCC ont été sélectionnés pour l'équipe d’Irlande. Le premier fut Ashley Cummins en 1879 et neuf d'entre eux ont aussi joué pour les Lions britanniques.
Internationaux irlandais et Lions
- W. Ashby (Lion)
- Moss Finn (Lion)
- Moss Keane (Lion)
- Tom Kiernan (Lion)
- M.F. Lane (Lion)
- Donal Lenihan (Lion)
- Ronan O'Gara (Lion)
- W.J.Roche (Lion)
- Paul Wallace (Lion)

Autres internationaux irlandais
- Fergus Ahern
- Paul Collins
- Dominic Crotty
- Jerry Flannery
- John Kelly
- Denis Leamy
- Mick O'Driscoll
- Darragh O'Mahony
- David O'Mahony
- Frankie Sheahan
- Brian Spillane
- Peter Stringer
- J.C. Walsh

Autres joueurs formés au club
- Johnny Holland